# 22155 Марчетті
22155 Марчетті (22155 Marchetti) — астероїд головного поясу, відкритий 20 листопада 2000 року.
Тіссеранів параметр щодо Юпітера — 3,574.